# ポドレフニク
ポドレフニク（スロベニア語: Podlehnik）は、スロベニアの市である。